# شحم التزليق

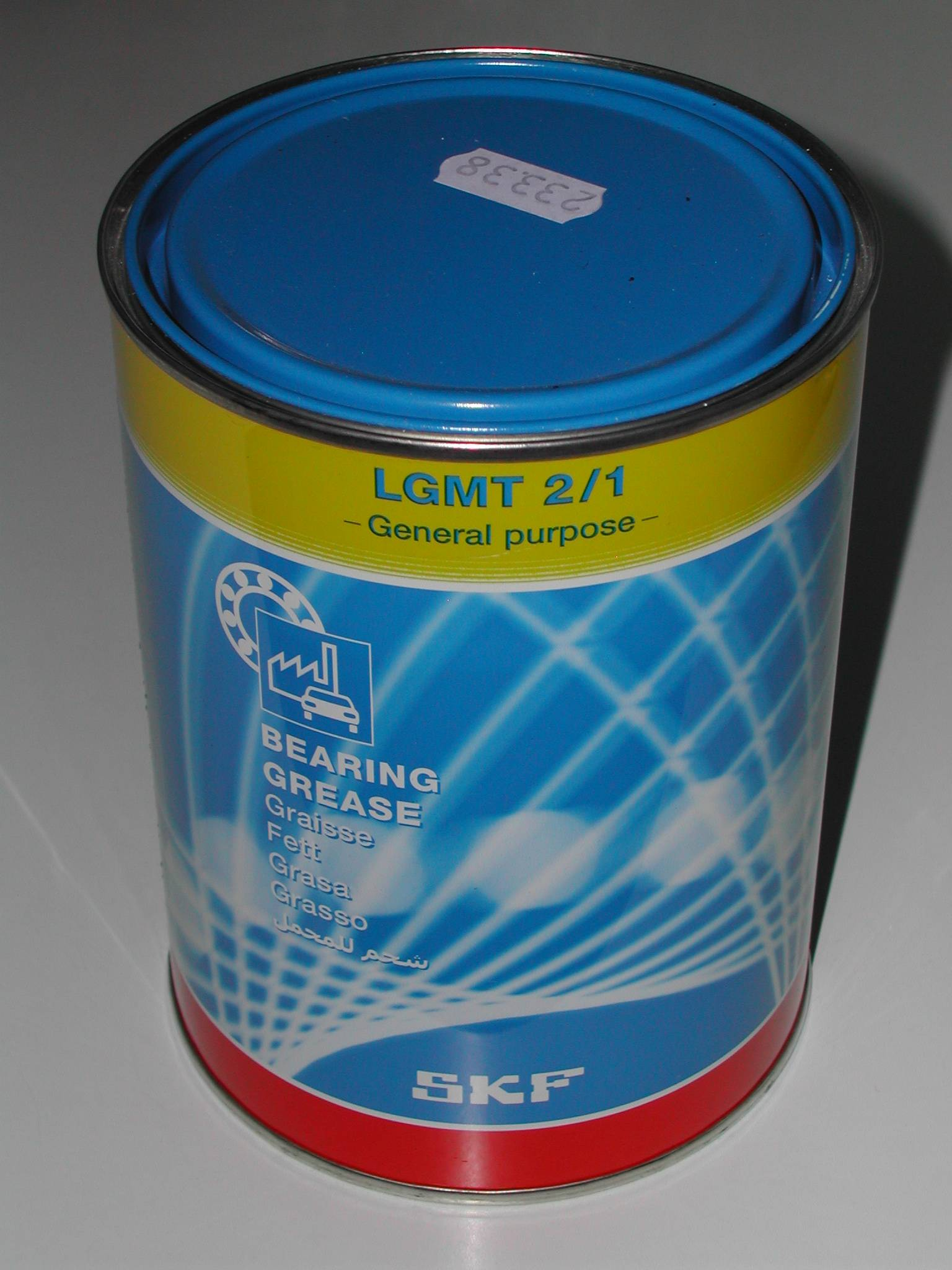

شحم التزليق عبارة عن مادة تستخدم في التزليق، والتي تكوع في الحالة الصلبة أو شبه الصلبة على العكس من زيت التزليق الذي يكون في الحالة السائلة. تكون شحوم النزليق عبارة عن صابون مستحلب مع زيت معدني أو نباتي.

## التركيب
تتركب شحوم التزليق عادة من حوالي 80% زيت تزليق، بالإضافة إلى 5 إلى 10 % مثخّن ومن 10 إلى 15% إضافات ومحسّنات. يكون المثخّن عادة في شحوم التزليق العادية عبارة عن صابون لفلز قلوي، مثل صابون الليثيوم.

## الخصائص
تتميز شحوم التزليق بأن لها لزوجة أولية عالية، بحيث أنه عند تطبيق جهد القص فإنها تتسيّل لتعطي تأثير تزليق الزيت، بشكل مشابه للزوجة الزيت الأساس المستخدم في الشحم. تدعى ظاهرة التغير باللزوجة هذه باسم التميُّعية Thixotropy.
قد لا تمتزج أنواع مختلفة من شحوم التززليق مع بعضها، وذلك لاختلافف تركيب المواد المثخنة المضافة.

## التصنيف
تصنف شحوم التزليق حسب

### الزيت الأساس
- ألكيلات النفثالين (AN)
- كلورو ثلاثي فلورو الإيثيلين (CTFE)
- زيوت إسترية
- زيوت معدنية
- ألكيلات متعددة لحلقي البنتان (MAC)
- متعدد ألفا الأوليفين اللابلوري (APAO)
- متعدد فينيل الإيثر (PPE)
- متعددات الغليكول (PG)
- بيرفلور متعدد الإيثر (PFPE)
- الزيوت السيليكونية

### المثخن
تصنف شحوم التزليق حسب المثخن المضاف، والذي غالباً ما يكون تكوينه عبارة عن أملاح فلزات لأحماض دهنية كصابون الليثيوم على سبيل المثال. من الفلزات الأخرى المستخدمة هناك الألومنيوم والباريوم والكالسيوم.

## الاستخدامات
تضاف شحوم التزليق عادة إلى القطع الميكيانيكية التي لا تحتاج إلى تزليق بشكل مستمر، أو التي لا يناسبها إضافة زيت لأنه لن يبقى في مكانه. إن التطبيق الأمثل لشحوم التزليق يعتمد على التركيب، حيث أن هناك شحوم لدرجات الحرارة المرتفعة وللمنخفضة وشحوم للتطبيقات عند التفريغ (التخلية).
من الوظائف الأخرى لشحوم التزليق أنها تستخدم للحماية من التآكل.